# Le Rouet
Pour les articles homonymes, voir Rouet.
Le Rouet est un quartier du 8e arrondissement de Marseille, dans les Bouches-du-Rhône. 

## Situation
Le quartier est compris entre le rond-point du Prado et le boulevard Rabatau au Sud et la Place Castellane au Nord, et entre l'avenue Jules-Cantini à l'est et l'avenue du Prado à l'ouest. Le quartier est construit autour de son artère principale, la rue du Rouet.

## Histoire
Le quartier du Rouet est tout d'abord créé pour les besoins industriels de la ville de Marseille, cet espace représentant au début du XIXe siècle une limite à la ville encore boisée et agricole. C'est dans l'optique d'un développement des activités portuaires vers le Sud-Est de la ville, qu'est construit la gare du Prado, mais l'évolution de cette activité se fait finalement vers le Nord-Ouest. Malgré tout dès 1848, plusieurs industries s'installent et provoquent l’afflux d'une population ouvrière qui s'établit et construit  habitations et commerces fondant un nouveau quartier.
Michèle Rubirola, maire de Marseille de juillet à décembre 2020, puis première adjointe au maire Benoît Payan, réside dans le quartier.

## Démographie
| population 1990 | population 1999 | population 2006 | population 2012 |
| --------------- | --------------- | --------------- | --------------- |
| 8 973           | 9 078           | 11 104          | 12 178          |

## Lieux et bâtiments
- Église Notre-Dame du Rouet, jonction de la rue du Rouet et du boulevard de Louvain ;
- Hôpital Saint-Joseph, boulevard de Louvain ;
- Caserne des Marins-Pompiers, boulevard de Louvain ;
- Centre des finances publiques, rue Borde.